# Duncan Joiner
Duncan Joiner ist ein US-amerikanischer Schauspieler und Synchronsprecher.

## Leben
Sein Filmdebüt feierte Joiner 2013 in Christmas in the City. 2014 war er in der Pilotfolge der Fernsehserie Enlisted zu sehen. Im gleichen Jahr war er im Spielfilm Professor Love an der Seite von Pierce Brosnan und Jessica Alba als deren Filmsohn zu sehen. Von 2017 bis 2018 verkörperte er in Lethal Weapon – Zwei stahlharte Profis die Rolle des Ben. In der Mini-Fernsehserie Waco spielte er in sechs Episoden die Rolle des Cyrus.

## Filmografie

### Schauspieler
- 2013: Christmas in the City (Fernsehfilm)
- 2014: Enlisted (Fernsehserie, Episode 1x01)
- 2014: Professor Love (Some Kind of Beautiful)
- 2015: Community (Fernsehserie, Episode 6x02)
- 2015: The Perfect Guy
- 2015: Jane the Virgin (Fernsehserie, Episode 2x07)
- 2016: The Disappointments Room
- 2016: Code Black (Fernsehserie, Episode 2x04)
- 2017–2018: Lethal Weapon – Zwei stahlharte Profis (Fernsehserie, 6 Episoden)
- 2018: Waco (Mini-Fernsehserie, 6 Episoden)
- 2018: 30 Nights
- 2018: Teachers (Fernsehserie, Episode 3x03)
- 2018: Grey’s Anatomy (Fernsehserie, Episode 15x02)
- 2018: Camping (Fernsehserie, 8 Episoden)
- 2019: Unglaubliche Geschichten (Fernsehserie, Episode 1x05)
- 2020: Tales from the Loop (Fernsehserie, 5 Episoden)

### Synchronsprecher
- 2015–2018: We Bare Bears – Bären wie wir (We Bare Bears) (Zeichentrickserie, 15 Episoden)
- 2016: Doc McStuffins, Spielzeugärztin (Doc McStuffins) (Animationsserie, Episode 4x01)
- 2017–2019: Spirit: wild und frei (Spirit Riding Free) (Animationsserie, 31 Episoden)
- 2019: Puppy Dog Pals (Animationsserie, Episode 2x14)
- 2019: Spirit – wild und frei: Pferdegeschichten (Spirit Riding Free: Pony Tales) (Animationsserie, 2 Episoden)